# Hemilissa cornuta
Hemilissa cornuta är en skalbaggsart som beskrevs av Bates 1870. Hemilissa cornuta ingår i släktet Hemilissa och familjen långhorningar. Inga underarter finns listade i Catalogue of Life.